# Amarant (geslacht)
Amarant (Amaranthus) is een geslacht van eenjarige, kruidachtige planten uit de amarantenfamilie (Amaranthaceae). Het geslacht komt met zo'n zestig soorten wijdverspreid voor van gematigde tot tropische streken. Tot het geslacht behoren verscheidene sier- en voedselgewassen.

## Voedsel

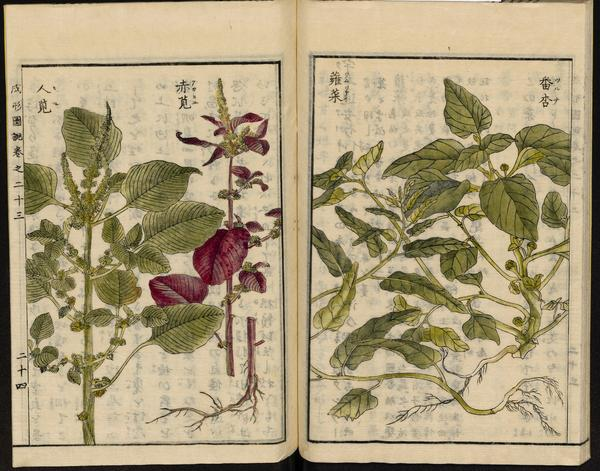
Amaranthus (links), afkomstig uit de Japanse landbouw-encyclopedie Sekei Zusetsu (1804)

Sommige soorten worden gecultiveerd als groente in het oosten van Azië, in Afrika (o.a. A. viridis) en in Griekenland, waar het vlita (βλήτα) heet (A. blitum var. sylvestre), een van de vele soorten chórta (χόρτα)). De planten hebben een aardse, volle smaak. Amarant komt in sommige restaurants dan ook op de menukaart voor als Chinese spinazie.
De zaden waren een belangrijke voedselbron voor de Inca's. Het voedsel staat tegenwoordig bekend onder de naam kiwicha in de Andes. De Azteken gebruikten de zaden voor de bereiding van rituele dranken en voedsel. In Europa wordt de plant wel gebruikt als graanvervanger in een glutenvrij dieet.

## Sierplant
Vanaf de 19e eeuw is een aantal amarantsoorten ingeburgerd geraakt in Noordwest-Europa. Verscheidene soorten komen voor als tuinplant. Een zestal soorten komt nu voor als wilde plant, enkele andere soorten worden adventief of verwilderd aangetroffen.
Voor overblijvende tuinen hebben ze weinig waarde, maar voor eenjarige des te meer: amarant heeft een merkwaardige bloeiwijze met merkwaardige pluimen of aren die een contrastrijk geheel vormen. Amarant kan gekweekt worden als er geen kans meer is op nachtvorst. De planten hebben voedselrijke, zonnige, goed ontwaterde grond nodig.
Het geslacht doet het ook goed als potplant. In dit geval dient de plant goed vochtig gehouden te worden.
Het is een geschikte snijbloem.

## Onkruid
In de Verenigde Staten vormt tweehuizige amarant (A. palmeri) een probleem in de landbouw. Het is een van de onkruiden die resistent is geworden tegen het onkruidbestrijdingsmiddel glyfosaat. Veel boeren in de VS gebruiken gewassen die door gentechnologie bestand zijn gemaakt tegen dit middel (de zogenaamde Roundup Ready gewassen), waardoor de boeren het niet-resistente onkruid gemakkelijk konden bestrijden.

## Soorten in de Benelux
In de Benelux komen de volgende (onder)soorten voor in het wild:
- Basterdamarant (A. hybridus subsp. hybridus)
- Franse amarant (A. hybridus subsp. bouchonii)
- Kleine majer (A. blitum)
- Nerfamarant (A. blitoides)
- Papegaaienkruid (A. retroflexus)
- Witte amarant (A. albus)

Adventief en/of verwilderd kunnen in de Benelux aangetroffen worden:
- Afrikaanse amarant (A. graecizans)
- Argentijnse amarant (A. standleyanus)
- Kattenstaartamarant (A. caudatus)
- Liggende majer (A. deflexus)
- Tweehuizige amarant (A. palmeri)

Een selectie van soorten die geschikt zijn voor de tuin:
- Kattenstaartamarant (A. caudatus): eetbaar als groente, tot 1,25 m hoog, lichtgroen blad, rode stengels, lange, hangende trossen kleine rode bloemen vanaf juli.
- Rode klaroen of kattenstaart of olifantenhoofd (A. tricolor): gevlamde bladeren met alle tinten rood, donkerrode bloemen.
- Klaroen, Chinese spinazie (A. dubius)
- Groene amarant, Groene klaroen (A. viridis)

## Soorten
- Amaranthus acanthobracteatus Henrard
- Amaranthus acanthochiton J.D.Sauer
- Amaranthus acutilobus Uline & W.L.Bray
- Amaranthus albus L. - Witte amarant
- Amaranthus anderssonii J.T.Howell
- Amaranthus arenicola I.M.Johnst.
- Amaranthus asplundii Thell.
- Amaranthus atropurpureus Roxb.
- Amaranthus aureus F.Dietr.
- Amaranthus australis (A.Gray) J.D.Sauer
- Amaranthus bahiensis Mart.
- Amaranthus bengalense Saubhik Das & Iamonico
- Amaranthus blitoides S.Watson - Nerfamarant
- Amaranthus blitum L. - Kleine majer
- Amaranthus brandegeei Standl.
- Amaranthus brownii Christoph. & Caum
- Amaranthus californicus (Moq.) S.Watson
- Amaranthus cannabinus (L.) J.D.Sauer
- Amaranthus capensis Thell.
- Amaranthus cardenasianus Hunz.
- Amaranthus caudatus L. - Kattenstaartamarant
- Amaranthus celosioides Kunth
- Amaranthus centralis J.Palmer & Mowatt
- Amaranthus clementii Domin
- Amaranthus cochleitepalus Domin
- Amaranthus commutatus A.Kern.
- Amaranthus congestus C.C.Towns.
- Amaranthus crassipes Schltdl.
- Amaranthus crispus (Lesp. & Thévenau) A.Braun ex J.M.Coult. & S.Watson
- Amaranthus cruentus L.
- Amaranthus cuspidifolius Domin
- Amaranthus deflexus L. - Liggende majer
- Amaranthus dinteri Schinz
- Amaranthus fimbriatus (Torr.) Benth.
- Amaranthus floridanus (S.Watson) J.D.Sauer
- Amaranthus furcatus J.T.Howell
- Amaranthus graecizans L. - Afrikaanse amarant
- Amaranthus grandiflorus (J.M.Black) J.M.Black
- Amaranthus greggii S.Watson
- Amaranthus hunzikeri N.Bayón
- Amaranthus hybridus L. - Groene amarant
- Amaranthus hypochondriacus L.
- Amaranthus induratus C.A.Gardner ex J.Palmer & Mowatt
- Amaranthus interruptus R.Br.
- Amaranthus kloosianus Hunz.
- Amaranthus lepturus S.F.Blake
- Amaranthus lombardoi Hunz.
- Amaranthus looseri Suess.
- Amaranthus macrocarpus Benth.
- Amaranthus minimus Standl.
- Amaranthus mitchellii Benth.
- Amaranthus muricatus (Gillies ex Moq.) Hieron.
- Amaranthus neei D.B.Pratt, Sánch.Pino & Flores Olv.
- Amaranthus obcordatus (A.Gray) Standl.
- Amaranthus palmeri S.Watson - Tweehuizige amarant
- Amaranthus paraganensis Saubhik Das
- Amaranthus pedersenianus N.Bayón & C.Peláez
- Amaranthus persimilis Hunz.
- Amaranthus peruvianus (Schauer) Standl.
- Amaranthus polygonoides L.
- Amaranthus powellii S.Watson
- Amaranthus praetermissus Brenan
- Amaranthus pumilus Raf.
- Amaranthus rajasekharii Sindu Arya, V.S.A.Kumar, W.K.Vishnu & Iamonico
- Amaranthus retroflexus L. - Papegaaienkruid
- Amaranthus rhombeus R.Br.
- Amaranthus rosengurttii Hunz.
- Amaranthus saradhiana Sindu Arya, V.S.A.Kumar, W.K.Vishnu & Rajesh Kumar
- Amaranthus scariosus Benth.
- Amaranthus schinzianus Thell.
- Amaranthus scleranthoides (Andersson) Andersson
- Amaranthus scleropoides Uline & W.L.Bray
- Amaranthus sonoriensis Iamonico & El Mokni
- Amaranthus sparganicephalus Thell.
- Amaranthus spinosus L.
- Amaranthus squamulatus (Andersson) B.L.Rob.
- Amaranthus standleyanus Parodi ex Covas - Argentijnse amarant
- Amaranthus tamaulipensis Henrickson
- Amaranthus thunbergii Moq.
- Amaranthus torreyi (A.Gray) Benth. ex S.Watson
- Amaranthus tortuosus Hornem.
- Amaranthus tricolor L. - Rode klaroen
- Amaranthus tuberculatus (Moq.) J.D.Sauer - Oeveramarant
- Amaranthus tucsonensis Henrickson
- Amaranthus tunetanus Iamonico & El Mokni
- Amaranthus undulatus R.Br.
- Amaranthus urceolatus Benth.
- Amaranthus viridis L.
- Amaranthus viscidulus Greene
- Amaranthus vulgatissimus Speg.
- Amaranthus watsonii Standl.
- Amaranthus wrightii S.Watson

## Hybriden
- Amaranthus × adulterinus Thell.
- Amaranthus × budensis Priszter
- Amaranthus × cacciatoi (Aellen ex Cacciato) Iamonico
- Amaranthus × caturus B.Heyne ex Hook.f.
- Amaranthus × jansen-wachterianus Thell.
- Amaranthus × pyxidatus (Contré) Iamonico
- Amaranthus × ralletii Contré
- Amaranthus × soproniensis Priszter & Kárpáti
- Amaranthus × tamariscinus Nutt.
- Amaranthus × texensis Henrickson

Amarant
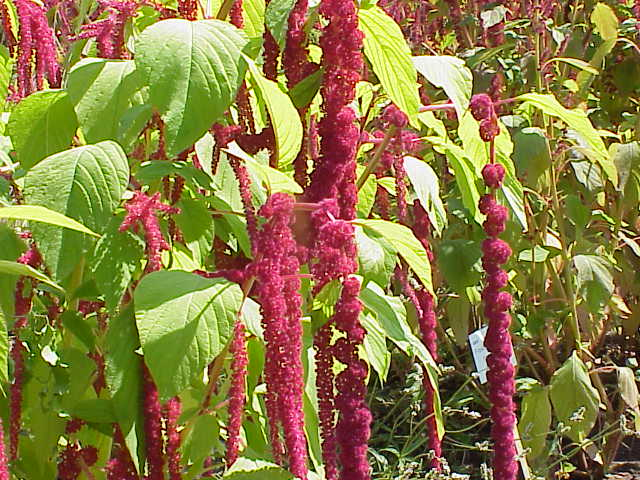
A. tricolor
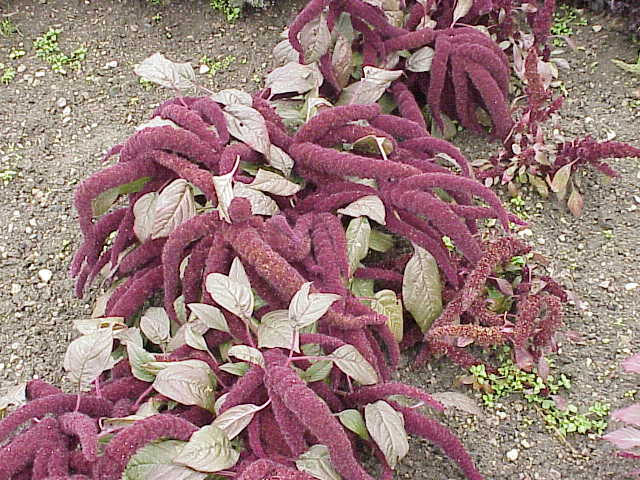
A. caudatus
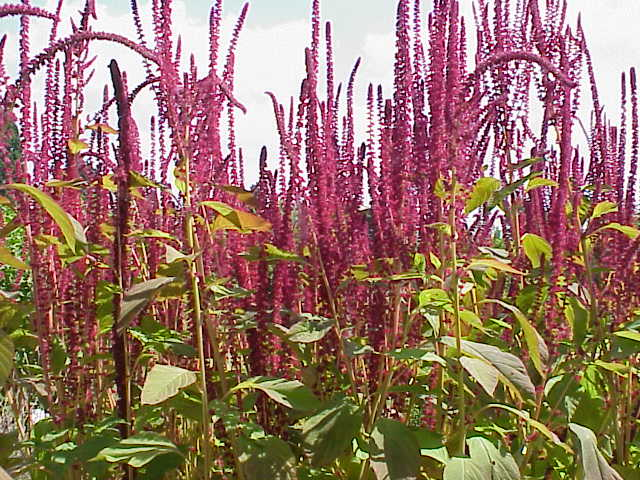
A. cruentus

... · 
A. albus (Witte amarant) · 
A. blitoides (Nerfamarant) · 
A. blitum (Kleine majer) · 
A. caudatus (Kattenstaartamarant) · 
A. deflexus (Liggende majer) · 
A. graecizans (Afrikaanse amarant) · 
A. hybridus · 
A. hybridus subsp. bouchonii (Franse amarant) · 
A. hybridus subsp. hybridus (Basterdamarant) · 
A. hypochondriacus · 
A. palmeri (Tweehuizige amarant) · 
A. retroflexus (Papegaaienkruid) · 
A. rudis (Oeveramarant) · 
A. standleyanus (Argentijnse amarant) · 
...
... · 
Achyranthes · 
Aerva ·
Alternanthera ·
Amaranthus (Amarant) · 
Atriplex (Melde) · 
Axyris · 
Bassia (Zoutkruid) · 
Beta (Biet) · 
Blitum (Spiesganzenvoet) · 
Celosia · 
Chenopodium (Ganzenvoet) · 
Corispermum (Vlieszaad) · 
Dysphania · 
Halimione (Zoutmelde) · 
Halocnemum · 
Halothamnus · 
Haloxylon · 
Kochia · 
Krascheninnikovia · 
Polycnemum (Knarkruid) · 
Patellifolia · 
Ptilotus · 
Pupalia ·
Salicornia (Zeekraal) · 
Salsola (Loogkruid) · 
Spinacia · 
Suaeda · 
Traganum · 
...